# Woodland (Karolina Północna)
Woodland – miasto w Stanach Zjednoczonych, w stanie Karolina Północna, w hrabstwie Northampton.